# منفخيات
المُنْفَّخِيات (الاسم العلمي: Physarales)، رتبة من الأميبيات المنتمية إلى طائفة مخاطيات البطن. وتحتوي الرتبة على ثلاث فصائل، Didymiaceae، Lamprodermataceae ومنفخية. قُيدت الرتبة من قبل توماس هيستون ماكبرايد ونُشرت في عام 1922.